# Lorenzo Bisbal
Lorenzo Bisbal Barceló (Alcudia, Islas Baleares, 1876 – Palma de Mallorca, 1935) fue un político español y destacado líder socialista que ocupó el cargo de alcalde de Palma de Mallorca.
De oficio fue zapatero, y hasta los 19 años no aprendió a leer y escribir, aprendió mientras realizaba el servicio militar. Entonces entró en contacto con las ideas socialistas a través de la obra de Antonio Quejido y de Pablo Iglesias. En torno a 1899 Bisbal empezó a militar en las agrupación socialista de Palma de Mallorca. En 1907 escribió varios artículos sobre los trabajadores del calzado bajo el seudónimo de '"Elebebe". Fue el introductor de la UGT en el archipiélago balear (1925), y tuvo un papel destacado en la fundación del PSOE en la isla de Mallorca (fue uno de los fundadores, en 1913). También dirigió la publicación semanal "El Obrero Balear" (órgano de esta federación, fundado en 1901). Presidente de la Federación Socialista Balear y vocal del comité nacional del PSOE. Concejal en el ayuntamiento de Palma de Mallorca (1917-1922), se ocupó del abastecimiento de la ciudad. En el año 1921 se produjo la escisión comunista y perdió la presidencia de la Federación de Sociedades Obreras de Palma de Mallorca.
En 1922 los socialistas recuperaron el control de la organización y Bisbal volvió a ser elegido presidente. Entre los años 1922 y 1923 mantuvo varias polémicas con Juan Montserrat, ya que éste defendía una alianza con el Partido Liberal para acabar con el maurismo. Volvió a ejercer el cargo de concejal durante la Segunda república (1931-1935) y ocupó la alcaldía de la capital balear de abril a octubre de 1931. Entre sus preocupaciones como alcalde estaba el problema de la falta de puestos de trabajo. En este corto periodo llevó a cabo una gran actividad social y de mediador en varios conflictos laborales. Esto no impidió fracasos como la huelga en el muelle (junio de 1931) o las divisiones entre las tendencias del socialismo que provocaron su dimisión como alcalde. Sin embargo, en 1932 fue elegido presidente de la Federación Socialista Balear pero por motivos de salud abandonó la dirección poco después.